# Altos Computer Systems Serie 5
Altos Computer Systems Serie 5 (Serie 5) је професионални рачунар, производ фирме Altos Computer Systems који је почео да се израђује у САД током 1982. године.
Користио је Z80A као централни микропроцесор а RAM меморија рачунара Serie 5 је имала капацитет од 192 kb. 
Као оперативни систем кориштен је CP/M, MP/M II и Oasis.

## Детаљни подаци
Детаљнији подаци о рачунару Serie 5 су дати у табели испод.
|                       |                                               |
| [ 1 ]                 |                                               |
| Произвођач            |                                               |
| Тип                   | професионални рачунар                         |
| Меморија              | 192                                           |
| Поријекло             | Сједињене Америчке Државе                     |
| Година                | 1982                                          |
| Тастатура             |                                               |
| Процесор              |                                               |
| Фреквенција процесора |                                               |
| RAM                   | 192                                           |
| ROM                   |                                               |
| Текст                 |                                               |
| Графика               |                                               |
| Боја                  |                                               |
| Звук                  | непознато                                     |
| Димензије             | 50,5 (ширина) x 40,5 (дубина) x 14 (висина) . |
| Портови               |                                               |
| Оперативни систем     |                                               |